# 蒼乃美月
蒼乃 美月（あおの みづき、2002年10月30日 - ）は、日本のAV女優。ティーパワーズ所属。

## 略歴
2023年11月にプレステージ専属女優としてデビューすることを発表し、翌12月にAVデビュー。また同じく12月にプレステージ出版よりヌード写真集「Blue Moon」を発売した。
2024年10月度FANZAレンタルフロア月間AV女優ランキング第6位。

## 人物
神奈川県出身。趣味はサウナ。
バドミントン全国大会出場の経験を持つ。

## 作品
◎はBD版発売作品。

### アダルトDVD
- 新人 プレステージ専属デビュー 蒼乃美月 高身長165cm Gカップ 「沼る。この癒し。3ヶ月連続デビュー 最後 ラスボス降臨。」（12月15日、プレステージ）

- 顔射の美学 24（1月12日、プレステージ）
- 美少女と、貸し切り温泉と、濃密性交と。 25（2月23日、プレステージ）
- 新・絶対的美少女、お貸しします。 ACT.118（3月22日、プレステージ）
- アオハル 制服美少女と完全主観で過ごす性春３SEX。 ＃13（4月26日、プレステージ）
- 何もない田舎で幼馴染と、汗だく濃厚SEXするだけの毎日。 case.12（6月7日、プレステージ）
- 天然成分由来 蒼乃美月汁 120％ 84（7月5日、プレステージ）
- 風俗タワー 性感フルコース ACT.45（8月2日、プレステージ）
- 蒼乃美月 なまなかだし（9月6日、プレステージ）
- 本番オーケー!? 噂の裏ピンサロ 25（10月4日、プレステージ）
- リミットブレイクSEX 絶対的美少女の殻をブチ破るドM覚醒性交 VOL.09（11月1日、プレステージ）
- スプラッシュ美月（12月6日、プレステージ）

- 完全主観 × 鬼イカせ イッても止めない激FUCK!!! 追撃5,000ピストン 蒼乃美月（1月3日、プレステージ）
- 蒼乃美月 8時間 BEST PRESTIGE PREMIUM EXCLUSIVE vol.1（1月17日、プレステージ）※単体ベスト
- 「赤ちゃん作ろ?」と子宮で欲しがる中出し懇願 4シチュエーション 蒼乃美月（2月7日、プレステージ）
- 相部屋でオヤジ上司にハメられて…出張先で強制キメセク。媚薬まみれで何度も肉棒中出し接待をさせられたワタシ…。 蒼乃美月（5月20日、PREMIUM）
- 押しに弱い巨乳妻キメセク開発マッサージ 夫のすぐそばで…媚薬で施術師のおチ〇ポ様なしでは生きられなくなったワタシ。 蒼乃美月（6月17日、PREMIUM）
- 犯された新任女教師 ～絶倫生徒たちの孕ませ競争中出し輪姦～ 蒼乃美月（7月15日、PREMIUM）
- お義父さん、そんなに強く抱かれたら… 若妻が絶倫義父との中出しセックスに溺れた日々。 蒼乃美月（8月19日、PREMIUM）

### アダルト動画配信
- 高身長165cm、Gカップ 『沼る。この癒し。』『普通に美少女。』ラスボスのデビュー前に撮られた正真正銘1本目をご覧ください! 【初撮り】ネットでAV応募→AV体験撮影 2093 美月 21歳 エステ（1月3日、シロウトTV）

- みづき (pai022)（6月18日、素人ぱいぱい）
- ルナちゃん (pai029)（7月6日、素人ぱいぱい）

### イメージDVD / BD
- Mizuki Beauty azure moon 蒼乃美月（2024年6月6日、REbecca）◎

### デジタル写真集
- Blue Moon（2023年12月8日、プレステージ出版、撮影：comeme.）
- Blue Moon Ⅱ（2024年2月2日、プレステージ出版、撮影：comeme.）
- Crush on Moon 蒼乃美月（2024年12月6日、プレステージ出版、撮影：黒澤奨平）※【グラビア写真集】と【ヌード写真集】の2種類あり。

## その他製品

### トレーディングカード
- PRESTIGE Playing card vol.1（2024年3月29日、プレステージ）※専属女優11名の写真を使用したプレステージ公式トランプ。数量限定販売。